# James Stanier Clarke
Pour les articles homonymes, voir James Clarke (homonymie) et Clarke.
James Stanier Clarke (1766-1834) est un clergyman devenu bibliothécaire du Prince-Régent George Augustus Frederick de Hanovre, le futur roi George IV. Il est connu pour son rôle dans la naissance de l'œuvre parodique de Jane Austen, Plan of a Novel according to Hints from Various Quarters.

## Biographie

### Clergyman
Né en 1766, James Stanier Clarke étudie à la Tonbridge School. Après avoir quitté Cambridge sans avoir obtenu de diplôme, il entre dans les ordres en 1790. Là, il fait l'expérience de la difficulté pour un pasteur de collecter la dîme ; il suggère d'ailleurs plus tard à Jane Austen d'écrire un roman où elle parlerait des méfaits causés par la dîme. 
Doué d'un certain entregent et d'un grand talent pour se faire valoir, il se présente à un ami de son grand-père, le poète William Haley. Grâce à son appui, le Révérend Clarke fréquente alors la compagnie d'écrivains et d'artistes reconnus, comme William Cowper, William Blake, ou George Romney.
Par son frère George, il connaît la Royal Navy. Il devient ainsi aumônier de la Navy, puisqu'il embarque à ce titre sur le HMS Jupiter en 1794, sous le commandement de John Willet Payne, qui se distingue à la bataille du 13 prairial an II. Payne devient alors commodore d'une escadre chargée d'amener la princesse Caroline de Brunswick à son fiancé, le Prince de Galles, futur George IV.
Par un étrange hasard, Francis Austen, le frère de Jane Austen, se trouve alors à bord de l'un des vaisseaux de l'escadre. C'est John Willet Payne qui, jusqu'à sa mort en 1803, appuie la carrière des deux frères, George et James Stanier, grâce à ses relations privilégiées avec le Prince-Régent, dont il favorisait les débauches .

### Bibliothécaire
En octobre 1815, le frère de Jane Austen, Henry, à Londres avec elle pour négocier la publication d’Emma, tombe gravement malade et est soigné par l'un des médecins du Prince-Régent. Ce grand admirateur de Jane Austen, apprenant la présence de la romancière à Londres, fait en sorte qu'elle rencontre son bibliothécaire, James Stanier Clarke. Le Révérend Clarke fait part à la romancière du grand intérêt qu'éprouve pour ses œuvres le Prince-Régent (le futur roi George IV), qui en garde un exemplaire dans chacune de ses résidences. Aussi suggère-t-il vivement à Jane Austen de lui dédier son prochain roman, Emma, lors de la visite qu'il lui fait faire de la bibliothèque de Carlton House, le 13 novembre 1815. Ce qu'elle fait, bien qu'à contre-cœur, car elle n'aime guère ce Prince.
Mais le Révérend Clarke, profitant de l'autorité que lui confère son titre de bibliothécaire du Prince-Régent, prend ensuite sur lui d'écrire à la romancière pour lui donner toute une série de conseils afin d'améliorer encore la qualité de ses œuvres. Ainsi, il lui recommande de prendre pour personnage central un clergyman anglais, et suggère pour cela de s'inspirer de sa propre vie... Plus tard encore, il lui suggère d'écrire un roman historique sur la maison de Saxe-Cobourg, car la princesse Charlotte venait de se fiancer à un membre de cette haute famille, qu'elle épouse le 2 mai 1816.
Jane Austen s'amuse tant de ces recommandations qu'elle en tire un petit ouvrage, Plan of a Novel according to Hints from Various Quarters, ajoutant aux recommandations du bibliothécaire quelques idées proposées par des proches, en particulier sa nièce Fanny Knight et plus encore sa cousine Mary Cooke, l'idée du bibliothécaire devenant dès lors un sujet de plaisanterie familiale.